# Stade Jean-Laville
Pour les articles homonymes, voir Laville.
Le stade Jean Laville est un stade de football situé à Gueugnon dont le club résident est le FC Gueugnon. Le Football Bourg-en-Bresse Péronnas 01 y a joué ses matchs de Ligue 2 à domicile de juillet à octobre 2015 le temps de la rénovation du stade Marcel-Verchère.  
Ouvert en 1939, son record d'affluence date du 9 mai 1979, quand 16 876 spectateurs payants assistent à la réception du RC Strasbourg en quart de finale de la coupe de France de football.
En 2003, alors que la capacité du stade se monte à 13 872 places, des travaux de rénovation débutent avec l'objectif de répondre aux normes imposées par la Ligue de football professionnel. La tribune Ouest est reconstruite, sa capacité passe à 4 356 places couvertes et assises. En 2007, l'ancienne tribune Nord est démolie pour être remplacée par une nouvelle tribune de 3 000 places comprenant les vestiaires et bureaux du club, les salons VIP, le restaurant, les espaces presse et TV, pour un coût total de 5 040 000 €. 
Les deux dernières phases de rénovation, qui devaient permettre au stade d'accueillir 17 500 spectateurs assis n'ont pas été réalisées.
Actuellement, le stade possède 14 753 places réparties de la manière suivante :
- 1614 places en tribune Sud
- 3308 places en tribune Nord
- 5342 places en tribune Est
- 4489 places en tribune Ouest

## Contamination radioactive
Le stade Jean-Laville est construit sur un site sur lequel étaient implantées une usine de traitement de minerais et de préconcentrés d’uranium (1955-1980) ainsi que des installations de lixiviation en stalles (exploitées entre 1961 et 1968). L'activité du site en Radium 226 est alors estimée à 10,5 TBq.
Le sol sur lequel sont bâties certaines tribunes et le parking du stade contiennent des déchets radioactifs (stériles minières) provenant d'une ancienne usine Cogema située de l'autre côté de la rivière Arroux, étalés sans aucune mise en garde sur environ 12 hectares, avec presque 25 000 tonnes dispersées sur la commune, notamment sur un terrain non clôturé jusqu'en 2008, qui a même accueilli des aménagements d'accueil (bancs…) et un « parcours de santé » .
Des travaux d'aménagements et d'enfouissement de la pollution radioactive ont été menés de 2009 à 2015, aux frais d'Areva.